# Discrete Applied Mathematics
Discrete Applied Mathematics est une revue mathématique à évaluation par les pairs qui couvre les domaines algorithmiques et mathématiques appliquées des mathématiques discrètes.
La revue est publiée par Elsevier, et son rédacteur en chef est Endre Boros (en) de l'université Rutgers. La revue est née de la séparation de la revue Discrete Mathematics, aussi éditée par Elsevier en 1979 ; le rédacteur en chef et fondateur de Discrete Mathematics, à savoir
Peter Hammer, était aussi éditeur fondateur du nouveau journal.

## Résumés et indexation
La revue est indexée, et des résumés sont publiés dans : ACM Computing Reviews, Current Contents, International Abstracts in Operations Research, Mathematical Reviews, Engineering Index, Inspec, PASCAL, Science Citation Index, Scopus, Zentralblatt MATH.
D'après le Journal Citation Reports, la revue a en 2018 un facteur d'impact de 0,983.
La revue publie un volume par mois. À titre d'illustration, le volume 271 (décembre 2019), contient 17 articles sur quelque 230 pages.